# حاجی‌آباد (باخرز)
حاجی‌آباد (تایباد)، روستایی از توابع بخش مرکزی شهرستان باخرز در استان خراسان رضوی ایران است.

## جمعیت
این روستا در دهستان مالین قرار دارد و براساس سرشماری مرکز آمار ایران در سال ۱۳۸۵، جمعیت آن ۴۹۶ نفر (۱۱۸خانوار) بوده‌است.